# Cornumutila quadrivittata
Cornumutila quadrivittata là một loài bọ cánh cứng trong họ Cerambycidae.